# حمیدرضا روحی
حمیدرضا روحی بنفشه‌ورق (۱۶ فروردین ۱۳۸۲ – ۲۶ آبان ۱۴۰۱) مدل و شهروند ایرانی ساکن تهران بود که در شامگاه جمعه ۲۷ آبان ۱۴۰۱، در جریان انقلاب زن زندگی آزادی، در منطقه شهر زیبا، تهران با شلیک مستقیم نیروهای جمهوری اسلامی به قتل رسید. وی به دلیل فیلمی که در آن سوار بر موتور است و تکه‌ای از آهنگ «قاف» علیرضا طلیسچی، (بارون اومد و یادم داد تو زورت بیشتره) را می‌خواند، به پسرِ بارون مشهور شد.

## زندگی
حمیدرضا روحی بنفشه‌ورق در ۱۶ فروردین ۱۳۸۲ در تهران به دنیا آمد.

## کشته‌شدن
حمیدرضا روحی در جریان خیزش اعتراضی ایران و در شامگاه پنجشنبه ۲۶ آبان ۱۴۰۱ در محله شهر زیبا با «تیر جنگی» کشته شد.

## روایت واقعی توسط شاهدان عینی
محل سکونت حمیدرضا روحی کوچه سرو دوم محله شهرزیبا بود که در روز واقعه وی با تعداد زیادی از معترضان در کوچه روبرویی نیلوفر دوم با نیروهای سرکوبگر جمهوری اسلامی روبرو می‌شود و حمیدرضا روحی همراه با کوکتل مولوتوف در حال اعتراض بوده است که با شلیک اولین گلوله نیروی سرکوب‌گر به زانو زخمی می‌شود و وی با پای زخمی خودش را تا سر کوچه سرو دوم می‌کشاند و نیروی‌های سرکوبگر گلوله جنگی را به قفسه سینه وی شلیک می‌کند.

## روایت منابع وابسته به حکومت
خبرگزاری‌های وابسته به سپاه پاسداران تلاش کردند او را «بسیجی» معرفی کنند اما دوستان او تصاویری را در شبکه‌های اجتماعی منتشر کردند که نشان می‌دهد که حمیدرضا روحی در حال شعار دادن و مقابله با نیروهای امنیتی است. پس از انتشار این تصاویر روزنامه جوان، نزدیک به سپاه پاسداران، نوشت «حمیدرضا روحی دارای سابقه عضویت عادی در بسیج بوده است اما پنج‌شنبه شب به عنوان معترض در اعتراضات خیابانی شرکت کرده بود.»
خبرگزاری فارس، رسانه وابسته به جمهوری اسلامی، پس از اینکه نور پهلوی پیام حمیدرضا روحی به خودش را منتشر کرد، خبر «شهادت» او را به «فوت» تغییر داد. وبگاه روزنامه همشهری مرگ او را به معترضان نسبت داده و مدعی شده بود «چندی قبل جان بولتون و برخی مقامات ضدایرانی اعلام کردند «معترضان» در ایران را مسلح کرده‌اند.»

## خاکسپاری
مناطق مختلفی در تهران شامگاه جمعه ۲۷ آبان ۱۴۰۱ شاهد اعتراضات بود و جمعی از مردم نیز در خیابان نیلوفر دوم شهرزیبا و مقابل خانه حمیدرضا روحی تجمع کرده و به سر دادن شعارهایی «مرگ بر دیکتاتور» و «امسال سال خونه، سید علی سرنگونه» پرداختند. برای جلوگیری از گسترش تجمع اعتراضی، نیروهای امنیتی به شهرزیبا اعزام شدند.
مراسم خاکسپاری او روز شنبه ۲۸ آبان در تهران برگزار شد. شرکت‌کنندگان در مراسم شعارهایی چون «مرگ بر دیکتاتور»، «عدالت کجایی» و «این گل پرپر شده فدای میهن شده» سردادند. همچنین در شب همان روز شماری از شهروندان و بستگان حمیدرضا روحی، برای یادبود او مقابل خانه‌اش، شمع و گل قرار دادند.
در مراسم سوم او که ۲۹ آبان در بهشت زهرا تهران، قطعه ۲۱۱ برگزار شد. جمعیت حاضر شعار «حمیدرضا را کشتن، اسم بسیج گذاشتن» سردادند.

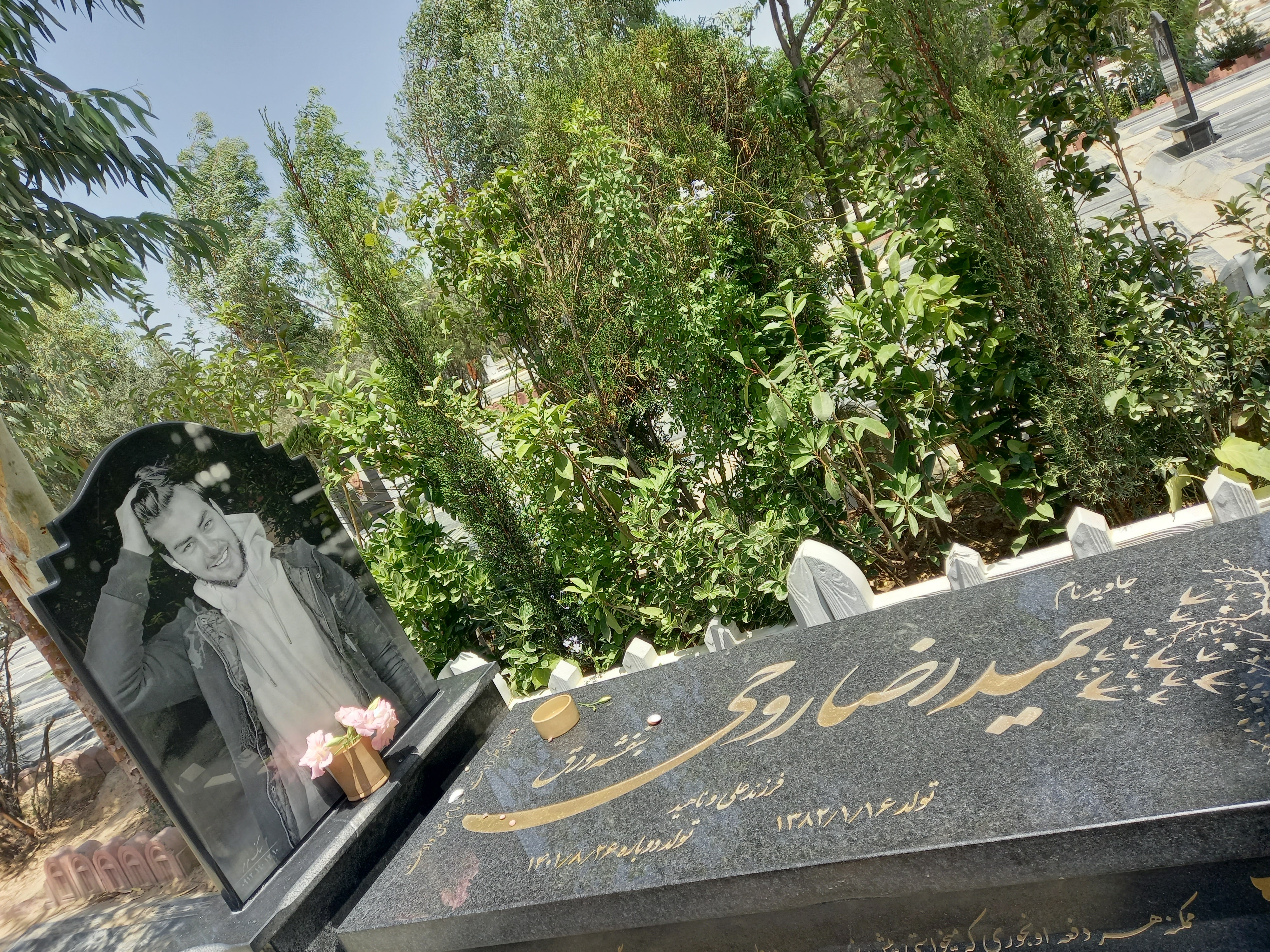
مزار حمیدرضا روحی در قطعه ۲۱۱ بهشت زهرا

## مراسم چهلم
مراسم چهلم حمیدرضا روحی هشتم دیماه در بهشت زهرای تهران با حضور پرشمار معترضان برگزار شد که با دخالت پلیس و شلیک گاز اشک‌آور به سمت شرکت‌کنندگان به خشونت کشیده شد. معترضان شعارهایی نظیر «حمیدرضا نمرده، سید علیه که مرده» سر داده شد.

## واکنش‌ها
لیلی رشیدی، بازیگر، با انتشار عکسی از حمیدرضا روحی با خود در اینستاگرامش نوشت: «حمیدرضا عزیز همه فکر می‌کردند تو پسر منی! هم سن پسر من هستی و امروز شنیدم تو هم به دنبال آرزوهایت با رنگین‌کمان رفتی به سوی آسمان خنده و شوق و چشمان پر از آرزوی تو را فراموش نمی‌کنم، ما هر روز بغض و خشممان بیشتر می‌شود.»

## زادروز
در زادروز حمیدرضا روحی یکی از کشته‌شدگان خیزش مردمی در ایران، معترضان در خیابان‌ها دست به تجمع اعتراضی زده و در منطقه شهر زیبا علیه حکومت جمهوری اسلامی و علی خامنه‌ای شعار سر دادند.
از برجسته‌ترین شعارها:
حمیدرضا می‌جنگیم خونتو پس می‌گیریم
حمیدرضا نمرده سیدعلیه که مرده
مأموران حکومتی نیز ساعاتی قبل از شکل‌گیری اعتراضات، مسیرهای خانه حمیدرضا روحی را مسدود کردند. معترضان پس از شروع اعتراض راه‌ها را بسته و ماشین‌ها با بوق آن‌ها را همراهی کردند. معترضان همچنین در جای‌جای شهر جمع شده و آهنگ «بارون اومد» را همخوانی کردند. با افزایش جمعیت، اعتراضات به سرحد خود رسید و با آتش زدن پرچم جمهوری اسلامی و همچنین مسدود شدن بزرگراه‌هایی از جمله: باکری، حکیم و… مواجه شد.